# Fobbing
Fobbing är en by i distriktet Thurrock, i grevskapet Essex, i England. Fobbing var en civil parish fram till 1936 när blev den en del av Thurrock och Lee Chapel. Civil parish hade 734 invånare år 1931. Byn nämndes i Domedagsboken (Domesday Book) år 1086, och kallades då Phobinge.